# Zemes māte
Zemes māte – „Matka země“ – je lotyšská bohyně země, jedna z nejvýznamnějších mātes, lotyšských mateřských bohyň. Její nejbližší analogií je litevská Žemina. Často splývá s obecnou personifikovanou Zemí a s Veļu māte („matkou vélů") – duší zemřelých, protože také převádí zemřelé do podsvětí. Liší se však od ní tím, že se zajímá spíše o tělo mrtvého a není jí připisována krutost. Tato její funkce se objevuje například v tomto úryvku z jedné dainy:
| „ | Kolébej mě, má maminko, už se mě moc nenahoupeš; pohoupe mě Matka země pod zeleným drnem. | “ |

Zpráva Augusta Wilhelma Hupela z přelomu 18. a 19. století týkající se Lotyšů, Livonců a Estonců zmiňuje bohyni země, které bylo na zvláštních místech obětováno první mléko, máslo, vlna a peníze a 23. dubna černý kohout a kterou může být právě Zemes māte. Podle Wilhelma Mannhardta tato bohyně vládla původně také rostlinám a zvířatům, podle Janīny Kursīte se jednalo o vládkyni koloběhu života a plodnosti. Pēteris Šmits považoval Zemes māte za jednu z hlavních lotyšských bohyň, která společně s Dìevsem tvořila základní indoevropskou dvojici Země – Nebe.